# 大桥
大橋，《三國演義》作大喬，廬江橋公之女，小橋之姊，孫策納為妾。

## 生平
據《三國志•周瑜傳》記載，「策欲取荊州，以瑜為中護軍，領江夏太守，從攻皖，拔之。時得橋公兩女，皆國色也。策自納大喬，瑜纳小喬。江表傳曰：策從容戲瑜曰：『橋公二女雖流離，得吾二人作婿，亦足為歡。』」孫策次年春遭刺殺，从199年12月嫁给孫策算起，大喬實際四個月就喪夫。清人薛福成的《庸盦筆記》則稱大喬在孫策死後，哭泣數月而卒。

## 家庭
夫
- 孫策

父
- 喬公，或為桥蕤[4][5][6]，另有一說為喬玄（《三國演義》中稱為「喬公」或「喬國老」）

妹
- 小喬

## 文藝作品
杜牧著有《赤壁》詩：「折戟沉沙鐵未銷，自將磨洗認前朝。東風不與周郎便，銅雀春深鎖二喬。」小說《三國演義》中，諸葛亮在江東爭取與孫吳聯盟時，將曹植《銅雀台賦》中的「連二橋於東西兮，若長空之蝃蝀」篡改為「攬二喬於東南兮，樂朝夕之與共」，用以激怒周瑜。

### 影視
- 狄鶯在電視劇《葉青歌仔戲：孔明三氣周瑜》中扮演大喬。
- 劉玉璞在電影《神通術與小霸王》中扮演大喬。
- 陳彩燕在電視劇《諸葛亮》中扮演大喬。
- 陳蝶衣在電影《神通》中扮演大喬。
- 鞏麗君在電視劇《三國演義》中扮演大喬。
- 崔佩儀在電視劇《三國英雄傳之關公》中扮演大喬。
- 劉競在電視劇《三國》中扮演大喬。
- 蔡芷紜在電視劇《終極三國》（2009年）中扮演大喬。
- 邓灵枢在短剧《指尖无双》中扮演大喬。

### 游戏
- 真三國無雙系列 / 無雙OROCHI系列（光榮公司開發）
- 中国游卡桌游出品桌上游戏《三国杀》系列（武将编号：WU 006，技能：【国色】、【流离】）
- 日本光荣出品游戏《三国志》系列
- 日本光荣出品游戏《三國志英傑傳》系列
- 台湾宇峻奥汀出品游戏《三国群英传》系列
- 日本世嘉出品街机卡牌游戏《三国志大战》系列
- 熹妃傳
- 王者荣耀（天美）

### 動漫
- 《火鳳燎原》（陳某）:設定為喬老爺因「敗將」的脅迫而歸順孫策，同時大喬亦成為孫策之妻子。